# John Oxford
John Sydney Oxford (* 6. března 1942) je anglický virolog, emeritní profesor na Univerzitě královny Marie v Londýně. Odborně se zaměřuje na studium chřipky, HIV/AIDS či Ebolu. Velkou část profesní kariéry věnoval především výzkumu španělské chřipky z roku 1918.

## Vzdělání
Oxford studoval na universitě v Readingu, kde v roce 1963 získal titul Bachelor of Science, doktorát získal v roce 1966 na univerzitě v Sheffieldu. Na začátku kariéry pracoval v Sheffieldu pod Sirem Charlesem Stuart-Harrisem, který v roce 1933 izoloval vir chřipky a stal se mladému Oxfordovi velkou inspirací. Poté se přesunul do Canberry do týmu profesora Graeme Lavera, jehož práce na krystalizaci chřipkového proteinu položila základ pro vývoj Oseltamiviru.

## Výzkum
Profesor Oxford byl hlavní kapacitou virologické výzkumné společností Retroscreen Virology (nyní hVIVO), kterou založil v roce 1989 s pomocí fondů EU. Ta se zaměřuje na výzkum, vývoj a testování vakcín a antivirotik.
Věnoval se studiu epidemie španělské chřipky. Aby rozluštil genetickou strukturu viru, nechal exhumovat tělo jedné ze známých obětí, Marka Sykese, z hrobu na hřbitov v Yorku.
Se svou dcerou Esther, která je novinářkou, založil v roce 2011 společnost Oxford Media and Medicine.
Je spoluautorem Lidské virologie (Human Virology, Oxford University Press).